# ريتشي جيلمور
ريتشي جيلمور (بالإنجليزية: Richie Gilmore)‏ هو مهندس أمريكي، ولد في عقد 1960.